# Улрихштајн
Улрихштајн (њем. Ulrichstein) град је у њемачкој савезној држави Хесен. Једно је од 19 општинских средишта округа Фогелсберг. Према процјени из 2010. у граду је живјело 3.148 становника. Посједује регионалну шифру (AGS) 6535018.

## Географски и демографски подаци
Улрихштајн се налази у савезној држави Хесен у округу Фогелсберг. Град се налази на надморској висини од 614 метара. Површина општине износи 65,6 km². У самом граду је, према процјени из 2010. године, живјело 3.148 становника. Просјечна густина становништва износи 48 становника/km².